# Ann-Louise Skoglund
Pour les articles homonymes, voir Skoglund.
Ann Louise Skoglund (née le 28 juin 1962) est une ancienne athlète suédoise spécialiste du 400 mètres haies.

## Palmarès

### Championnats d'Europe d'athlétisme
- Championnats d'Europe d'athlétisme 1982 à Athènes,  Grèce
  -  Médaille d'or sur 400 m haies